# ديريك إنغلر
ديريك إنغلر (بالإنجليزية: Derek Engler)‏ هو لاعب كرة قدم أمريكية أمريكي، ولد في 11 يوليو 1974 في سانت بول في الولايات المتحدة.

## وصلات خارجية
- ديريك إنغلر على موقع مرجع كرة القدم المحترفة.كوم (الإنجليزية)